# دارسي بوسيل
دارسي أندريا بوسيل، (بالإنجليزية:Darcey Bussell) (ولدت مارني مرسيدس دارسي بيمبيرتون كريتل؛ في 27 أبريل 1969) وهي راقصة إنجليزية متقاعدة  وقاضية سابقة في مسابقة الرقص على تلفزيون بي بي سي ستريكتلي كوم دانستق "Strictly Come Dancing".
بدأت بوسيل، التي تدربت في مدرسة الفنون التعليمية ومدرسة الباليه الملكية، مسيرتها المهنية في سدلس ويلز باليه رويال، ولكن بعد سنة واحدة فقط انتقلت إلى الباليه الملكي، حيث أصبحت راقصة رئيسية في سن العشرين عام 1989.
بقيت بوسيل مع الباليه الملكي طوال حياتها المهنية، لأكثر من عقدين، ولكن أيضاً أدت كفنانة ضيفه مع العديد من الشركات الرائدة بما في ذلك إن واي سي بي، مسرح الباليه لاسكالا، باليه كيروف، باليه هامبورغ والباليه الأسترالي. تقاعدت من الباليه في عام 2007.
سعت أيضًا إلى الحصول على وظائف متوازية في التلفزيون والكتب وكعارضة، كما تدعم العديد من المؤسسات الخيرية والرقصية البريطانية والدولية.

## حياتها في وقت مبكر
ولدت دارسي بوسيل في لندن لرجل الأعمال الأسترالي جون كريتل وزوجته الإنجليزية أندريا ويليامز.
بعد أن انفصل الزوجان عندما كانت بوسيل في الثالثة من عمرها، تزوجت والدتها تم تبني بوسيل من قِبل زوج والدتها الجديد، طبيب الأسنان الأسترالي فيليب بوسيل.
أمضت العائلة بعض الوقت في أستراليا، حيث التحقت بوسيل بالمدرسة قبل عودتهم إلى لندن لتعليم بوسيل في مدرسة فوكس الابتدائية في كينسينغتون.

## المهنية

### مهنة الرقص
درست «كل أشكال صناعة المسرح» في كلية الفنون التعليمية، قبل أن تنضم إلى مدرسة الباليه الملكية السفلى، والتي تقع في وايت لودج، ريتشموند بارك، وقد كانت تبلغ من العمر 13 عاما.
حينما وصلت لسادسة عشر من عمرها تقدمت إلى مدرسة الباليه الملكية العليا في محكمة البارون، قبل أن تنضم إلى الباليه الملكي سادلر في عام 1987.
وفي أثناء دراستها في مدرسة الباليه الملكية، ظهرت في عدد من العروض المدرسية، بما في ذلك العروض في دار الأوبرا الملكية.
وبينما كانت بوسيل لا تزال في المدرسة، لاحظ مصمم الرقصات كينيث ماكميلان أسلوبها الاستثنائي، وفي عام 1988م، قرر استخدامها لإنشاء دور رائد في رقصته الباليه أمير الباجوداس إلى موسيقى بنجامين بريتن، مما أدى إلى انتقالها إلى الباليه الملكي.
وبعد عام، في كانون الأول/ديسمبر 1989م، في ليلة افتتاح العرض، تم ترقيتها إلى راقصة رئيسية تبلغ من العمر 20 عاما فقط.
وقد أدت بوسيل جميع الأدوار الكلاسيكية الرئيسية مرات عديدة خلال حياتها المهنية، بما في ذلك ماشا في أحلام الشتاء، والأميرة روز في أمير الوثنية، كلا من الرقصات كانت من تصميم ماكميلان، وكذلك الأميرة أورورا في جمال النائم، أوتدي/أودلي في بحيرة البجع وغيرها من الأدوار. 

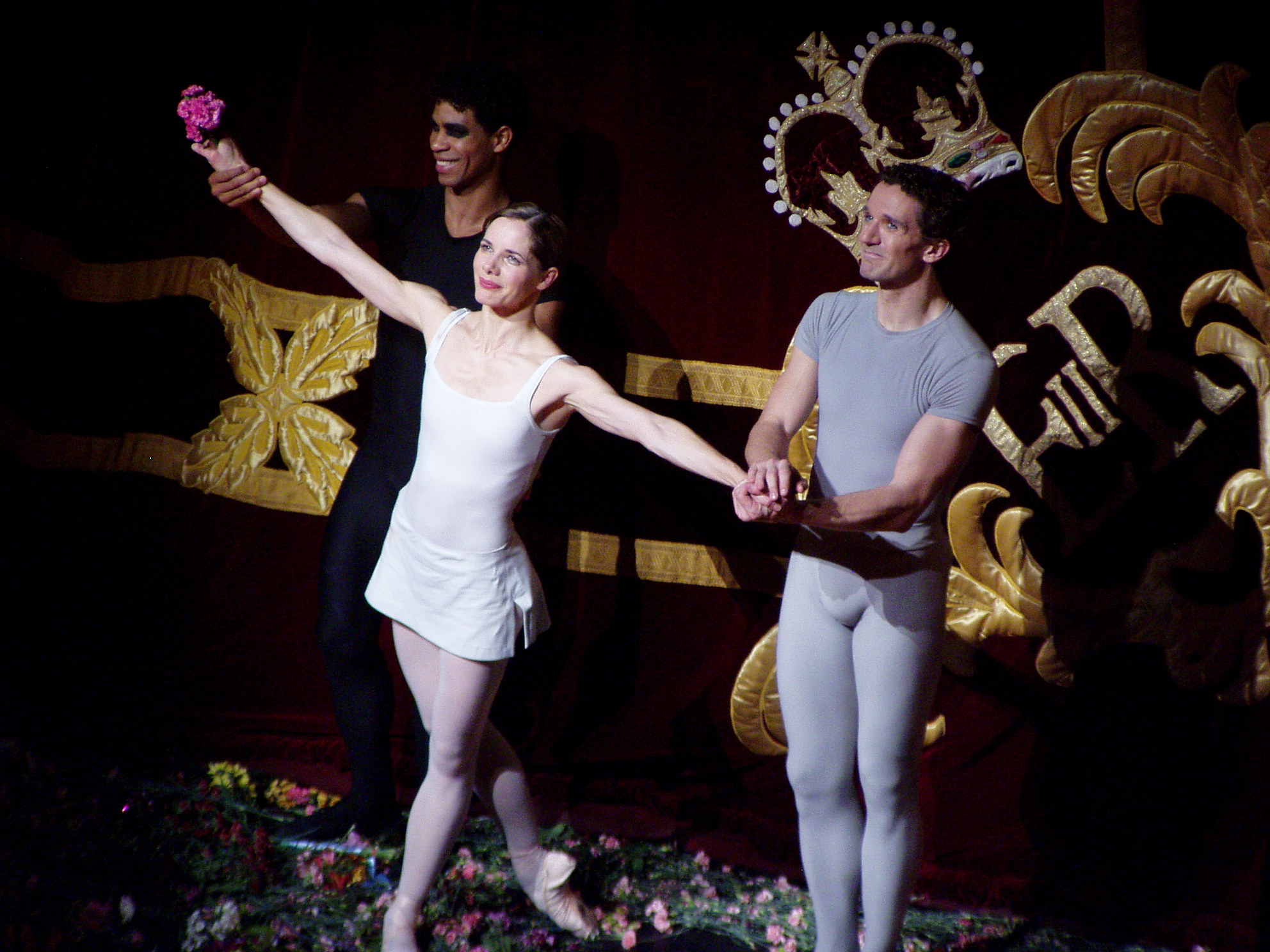
دارسي بوسيل، كارلوس اكوستا عن "أغنية الأرض" في 8 حزيران / يونيه 2007

## مرتبة الشرف
في عام 1995م، عُيِّنت ضابطًا في وسام الإمبراطورية البريطانية (OBE) مع مرتبة الشرف للخدمة في الباليه، وقائد وسام الإمبراطورية البريطانية (CBE) في حفل تكريم أعياد الميلاد لعام 2006 ، وقائد سيدة وسام الأمة الإمبراطورية البريطانية (DBE) في عام 2018 يكرم العام الجديد لخدمات الرقص.
 في عام 2019 ، ميقا باص أطلقت على أسطول جديد دارسي بوسيل'.

## الحياة الشخصية
في عام 1997 ، تزوجت بوسيل من رجل الأعمال الأسترالي أنجوس فوربس في تشيرويل، أوكسفوردشاير. كانوا يعيشون في الأصل في كينسينغتون، حيث ولدت ابنتيهما في عامي 2001 و 2004. 
في عام 2008 ، انتقلت العائلة إلى سيدني، أستراليا، وعادت إلى لندن في يوليو 2012. 

## وصلات خارجية
- دارسي بوسيل على موقع IMDb (الإنجليزية)
- دارسي بوسيل على موقع الموسوعة البريطانية (الإنجليزية)
- دارسي بوسيل على موقع ميوزك برينز (الإنجليزية)
- دارسي بوسيل على موقع قاعدة بيانات الفيلم (الإنجليزية)
- Birmingham Royal Ballet (بالإنجليزية).